# The Circle's End
The Circle's End is een Amerikaanse korte stomme film uit 1914 onder regie van Romaine Fielding. De hoofdrollen worden vertolkt door Romaine Fielding en Mary Ryan. De film werd geproduceerd door de Lubin Manufacturing Company.

## Verhaal
Mary, de dochter van de sheriff, is telegrafiste in Loneville. Ze heeft ruzie met haar geliefde Tom Gaynor omdat hij niet wil vertellen waar hij geweest is. Wat ze niet weet is dat hij een verlovingsring is gaan kopen.
Op een dag ontvangt Mary een telegram met een aanhoudingsbevel voor Tom omdat hij verdacht wordt van een treinoverval, maar ze verstopt het telegram voor haar vader. Wanneer ze per toeval de echte daders de buit ziet verdelen, haast ze zich naar huis om haar vader te halen. Die is er echter niet en daarom gaat ze gewapend met een revolver zelf op pad om de bandieten te arresteren. Ze slaagt er aanvankelijk in om de bandieten in de boeien te slaan, maar ze wordt overmeesterd en bewusteloos achtergelaten. Later vindt de sheriff haar en brengt haar naar huis. Daar ontdekt hij het aanhoudingsbevel.
De bandieten, die nog steeds aan elkaar geketend zijn, vluchten de woestijn in maar verdwalen en sterven. Ze worden gevonden door Tom, die de buit meeneemt. Terug in de stad wordt hij prompt gearresteerd door de sheriff. Tom wordt niet geloofd wanneer hij vertelt dat hij alles in de woestijn gevonden heeft. Wanneer Mary weer bij bewustzijn komt wordt alles opgehelderd en gaat Tom vrijuit.

## Rolverdeling
| Acteur           | Personage             | Opmerkingen       |
| ---------------- | --------------------- | ----------------- |
| Romaine Fielding | Big Buck              |                   |
| Edmund Cobb      | Big Buck's handlanger |                   |
| Mary Ryan        | Mary Butts            |                   |
| Jesse Robinson   | Tom Gaynor            | als Jess Robinson |
| Al Jacoby        | Sheriff Butts         |                   |